# Estación de San Pedro de los Pinos
San Pedro de los Pinos fue una estación de trenes que se encuentra en la Álvaro Obregón, Ciudad de México.

## Historia
La estación fue edificada sobre la línea del Ferrocarril México Cuernavaca y el Pacífico, cuyos trabajos de construcción estuvieron a cargo del Ing. J.H. Hampson los cuales iniciaron de la Ciudad de México durante el año de 1893, partiendo de terrenos localizados al oeste de la estación del Ferrocarril Central Mexicano. La línea pasó por los lados norte y oeste de la ciudad , por Santa Julia, Tacubaya y Mixcoac. El tramo de Buenavista a la Hacienda de La Castañeda fue inaugurada el 2 de agosto de 1893. La línea continuó por los pueblos de San Ángel y Contreras y a lo largo de la parte sur del Volcán Xitle.